# Бурдах, Фридрих
Карл Фридрих Бурдах (нем. Karl Friedrich Burdach 12 июня 1776, Лейпциг — 16 июля 1847, Кёнигсберг) — немецкий анатом и физиолог, профессор Дерптского (1811—1814) и Кёнигсбергского (с 1814) университетов. 

## Биография
Родился в Лейпциге 12 июня 1776 года в семье рано умершего лейпцигского врача Даниэля Кристиана Бурдаха.
В 1785—1793 годах учился в Лейпцигской Николаевской гимназии; с 1793 года слушал лекции по медицине и философии в Лейпцигском университете и в 1798 году получил степень доктора философии и получил хабилитацию с правом чтения лекций. Затем уехал в Вену, где в течение года занимался у Франка. Вернувшись в Лейпциг занялся литературной и преподавательской деятельностью, которая оставляло мало времени для практики; работал врачом общей практики, лечил небогатых пациентов. В 1805 году окончил первую часть своего исследования о мозге.
В 1807 году Бурдах стал исполнять должность экстраординарного профессора Лейпцигского университета. В 1810 году вторично посетил Вену, а в 1811 году получил предложение занять кафедру анатомии, физиологии и судебной медицины в Дерптском университете. Главным предметом его была анатомия, но он также читал лекции по физиологии, эмбриологии, пропедевтику. Его лекции по анатомии и физиологии посещали около 25 студентов; среди самых известных учеников Бурдаха в Дерпте, посещавших лекции по эмбриологии, были Карл Эрнст фон Бэр и Христиан Пандер.
В 1813 году получил предложение занять аналогичную должность в Кёнигсбергском университете и с 4 января 1814 году прекратил чтение лекций в Дерпте. 
В 1817 году по инициативе Бурдаха при Кёнигсбергский университет было построено новое здание Анатомического театра. Он основал при Кёнигсбергском университете 1-й научный анатомический институт и участвовал в создании анатомического музея. С 1818 года — иностранный член-корреспондент Петербургской академии наук.
С 1835 года исполнял должность директора медицинской коллегии, а в 1837—1844 гг. занимал место председателя Физико-медицинского общества. В 1845 году вышел в отставку.
Скончался 16 июля 1847 года в Кёнигсберге.
Его сын Эрнст (1801—1876) был анатомом, профессором в Кенигсберге.
Фридрих Бурдах был приверженцем шеллинговской натурфилософии. Особое внимание уделял изучению морфологии, онто- и филогенеза головного мозга, в котором выделил проекционные, комиссуральные и ассоциационные проводящие системы. Именем Бурдаха назван нервный пучок (в задних столбах спинного мозга), обеспечивающий сознательную проприоцептивную (мышечно-суставную) чувствительность верхних отделов туловища и верхних конечностей.

## Сочинения
- Собственные:
  - Über die Aufgabe der Morphologic, L., 1818: Vom Baue und Leben des Gehirns, Bd 1—3. — Lpz., 1819—1826. («О задачах Морфологии»)
  - Vom Baue und Leben des Gehirns, Bd 1—3. — Lpz., 1819—1826. («О строении и жизни мозга»)
  - Über Psychologie als Erfahrungswissenschaft, Bd 1—4. — Lpz., 1826—1832. («О физиологии как о практической науке»)
  - Beitrage zu einer kritischen Physiologie des Gehirns, 2 Bande. — Leipzig, 1806. («О критической физиологии мозга»)
  - Encyclopaedie der Heilswissenschaft, 3 Bande. — Leipzig, 1812. («Энциклопедия лечебной науки»)
  - Vom Bau und Leben des Gehirns und Ruckenmarks, 2 Bande. — Leipzig, 1819—1826. («О строении головного и спинного мозга»)

- Совместные:
  - Russische Sammlung fur Naturwissenschaft und Heilkunst, Riga und Leipzig 1815—1817. («Русский сборник по естественным наукам и лечебному делу»)
  - Die Physiologie als Erfahrungswissenschaft, 6 Bande, Leipzig 1826—1840. («Физиология как практическая наука»)

- Автобиография: Blicke in's Leben. — Leipzig, 1844. («Взгляд в жизнь»)
- Биография: Allgemeine Deutsche Biographie, Т. 3. («Общие немецкие биографии»)